# Дарси, Томас, 1-й барон Дарси из Дарси
Томас Дарси, 1-й барон Дарси (не позднее 1467, Линкольншир — 30 июня 1537, Тауэр-Хилл) — барон Дарси из Дарси с 1507 года, английский государственный деятель и мятежник, казнённый за участие в «Благодатном паломничестве».

## Биография
Дарси был сыном сэра Уильяма и Евфимии Дарси. Его семья владела землями в графстве Линкольншир со времён переписи «Страшного Суда». В царствование Эдуарда III Дарси заключали браки с другими владетелями в разных графствах. Сэр Уильям Дарси умер 30 мая 1488 г., оставив сына и наследника Томаса.
Благодаря своему происхождению и протекции со стороны влиятельных родственников Томас Дарси быстро продвигался по служебной лестнице. С 1492 года он находился при дворе короля Генриха VII, в 1507 году получил титул барона. При Генрихе VIII его положение оставалось прочным до тех пор, пока Дарси как ревностный католик не оказался в оппозиции к семейной и церковной политике короля. Дарси открыто выступил против развода Генриха с Екатериной Арагонской, заявляя, что Анна Болейн разрушает сложившиеся устои, что из-за неё король разорвал связи с официальной церковью и что она разрушает государство.
Когда на севере страны началось движение против роспуска монастырей, получившее название «Благодатное паломничество», Дарси примкнул к нему и стал одним из его руководителей. 15 мая 1537 года он был схвачен; суд в Лондоне приговорил его к смертной казни за государственную измену. Дарси был лишён всех своих привилегий и обезглавлен 30 июня 1537 года.

## Семья
Томас Дарси был дважды женат. От первого брака у него было 5 детей. В 1548 году для его старшего сына Джорджа был воссоздано титул барона Дарси из Дарси. Род Дарси просуществовал до 1635 года.